# Holger Hansson (fotbollsspelare)
Holger Valdemar Hansson, född 26 januari 1927 i Göteborg, död 17 januari 2014 i Göteborg, var en svensk fotbollsspelare och senare fotbollstränare. Han blev olympisk bronsmedaljör i Helsingfors 1952 och svensk mästare 1958 med IFK Göteborg. Efter den aktiva karriären fortsatte han som tränare för IK Brage, IFK Göteborg och Gais. Hansson är gravsatt i minneslunden på Lundby gamla kyrkogård.
Hansson var född och uppvuxen på Gårda i Göteborg. Han var son till Einar "Skepparn" Hansson, som på 1910-talet spelade i Gais A-lag i fotboll, och var därför inbiten gaisare under hela uppväxten. Han började spela fotboll i kvartersklubben BK Renitz, och när han på 1940-talet värvades till Kamraterna lär fadern ha bett honom flytta hemifrån. Enligt ett rykte på Gårda gick han till IFK för att de betalade bättre än Gais och kunde erbjuda både arbete och utbildning; senare i livet berättade han emellertid att han valde IFK för att han inte trodde att han någonsin skulle platsa i Gais, och att det tog emot att skriva på för ärkerivalen IFK.